# Mouvement de la paix
Le Mouvement de la paix est une organisation pacifiste française. Créée au lendemain de la Seconde Guerre mondiale par de grands courants de la Résistance, notamment ceux d'inspiration communiste, chrétienne ou de libres-penseurs, elle est directement liée au Mouvement mondial des partisans de la paix, dont le but est la lutte pour la paix. Dès 1948 toutefois, elle passe sous le contrôle du Parti communiste : durant les années 1950 et 1960, le Mouvement de la paix est un mouvement de masse transnational dont la plus grande partie des participants est formée par des militants et des sympathisants communistes et dont les Partis communistes locaux détiennent les leviers de commande. Il bénéficie alors de la caution morale et de l'étiquette d'indépendance que lui ont apporté les personnalités non adhérentes au PC.

## Historique

### Origine
L’origine du Mouvement de la paix est à chercher à Paris dans la création des « Combattants de la Liberté » au lendemain de la Seconde Guerre mondiale. C’est Charles Tillon, l'un des cadres dirigeants du Parti communiste français qui, fin 1947, lance un appel à créer une organisation destinée à « soutenir le régime républicain et interdire le retour du fascisme et de la dictature ». Dès lors, le 22 février 1948, une soixantaine de personnalités issues de la Résistance fondent à l'Hôtel des Deux Mondes à Paris « les Combattants de la Liberté », sous la direction d’Yves Farge, qui avait été nommé préfet de la région Rhône-Alpes par le général de Gaulle à la Libération. Les statuts de ce tout jeune mouvement qui veut préserver l'esprit unitaire de la Résistance sont déposés notamment par Raymond Aubrac. L'Humanité, principal quotidien des communistes en France, présente le 13 mars 1948 le manifeste de ce « mouvement national pour la défense des principes et des droits de la Résistance française » et met en avant Yves Farge, Jean Cassou et le colonel Henri Manhès, compagnons de route du PCF. Leur appel en cinq points entend « recréer le climat moral dans lequel s'est formée la Résistance », lutter pour l'indépendance nationale et pour défendre la République afin de « rendre impossible toute tentative de fascisme et de dictature », convaincre qu'une guerre n'est pas inévitable et mettre fin aux guerres coloniales, empêcher la « réapparition dans les affaires publiques et l'opinion des doctrines et des hommes qui ont déshonoré le pays et l'ont livré à l'ennemi ». Farge présente les Combattants de la liberté comme un « mouvement répondant au désir de regroupement des anciens résistants qui se voient aujourd'hui bafoués par les vichystes revenus à la surface » et sont désireux de défendre d'anciens résistants poursuivis par la justice et de mobiliser l'opinion contre le retour des anciens « collaborateurs  », au moment où une association d'anciens résistants non-communistes ayant les mêmes buts est en voie de formation, le Comité d'action de la Résistance. Le journal publie le lendemain la liste des signataires du manifeste, parmi lesquels figurent notamment des personnalités communistes et des compagnons de route, anciens résistants : José Aboulker, Emmanuel d'Astier de La Vigerie, Aubrac, Claude Aveline, Laurent Casanova, André Chamson, Pascal Copeau, Justin Godart, Maurice Kriegel-Valrimont, Louis Martin-Chauffier, Marcel Prenant, Charles Tillon, Vercors, Pierre Villon, etc,. 
Les Combattants de la liberté s'associent avec le Comité d'action de la Résistance et d'autres résistants pour protester dans un meeting commun contre la constitution en avril 1948 d'un comité d'honneur pour la libération de Pétain, préfiguration de l'Association pour défendre la mémoire du maréchal Pétain. Yves Farge, Jean Cassou, le colonel Manhès, Claude Aveline ou encore Marcel Prenant y participent,,.
La création de ce mouvement se produit dans le contexte de la guerre froide nourrie notamment par le coup de Prague et le début du « schisme » yougoslave.
Dès la fin 1948, le Mouvement est récupéré par les communistes, qui mettent en avant le thème de la paix. « Les Combattants de la liberté » deviennent « les Combattants de la paix et de la liberté ». Lors des 1res Assises du peuple français pour la paix et la liberté, qui se tiennent à Paris les 27 et 28 novembre 1948 à leur initiative, les thèmes du réarmement allemand, de l'usage de l'arme atomique et du désarmement général reflètent l'adéquation avec les positions communistes. Ces derniers en profitent d'ailleurs pour installer plusieurs responsables à la direction du Mouvement, comme Laurent Casanova.
L’initiative française est relayée par celles d'intellectuels d'Europe centrale, qui organisent après avoir reçu l'accord d'Andreï Jdanov, un Congrès des peuples pour la paix en Pologne à Wroclaw du 25 au 28 août 1948. Parmi les 500 délégués représentant une cinquantaine de pays, tous n'appartiennent pas au Parti communiste, mais peu d'entre eux protestent quand le délégué soviétique dénonce à la tribune « les hyènes dactylographes de la culture bourgeoise » : Miller, Eliot, Malraux et Sartre.
Du congrès de Wroclaw naît un Bureau international de liaison des intellectuels pour la paix, qui est « clairement aligné sur les positions du Kominform ». C'est de cet organisme auquel se sont joints la Fédération démocratique internationale des femmes également proche du mouvement communiste, et 75 personnalités « de renommée mondiale » qu'émane la décision de réunir le Congrès mondial des partisans de la paix en février 1949. Au cours du congrès de Wroclaw, un « Mouvement mondial des partisans de la paix » se constitue, avec pour vice-président Laurent Casanova et incite à la création de comités nationaux. En France, « les Combattants de la paix et de la liberté » deviennent en 1951 « le Conseil national français du Mouvement de la paix », appelé communément « Le Mouvement de la paix ».

### Les années de guerre froide
Cette période est la plus riche en actions, en influence et en effectif. Le Mouvement participe au Congrès mondial des partisans de la paix à Paris en 1949 qui crée le Conseil mondial de la paix. La direction en est confiée au grand intellectuel scientifique Frédéric Joliot-Curie. Soutenant l'appel de Stockholm contre la prolifération nucléaire, le Mouvement de la paix organise en France une vaste campagne de soutien, qui recueillera des millions de signatures, dont celle du jeune Jacques Chirac. Cette campagne marquera l'apogée de la popularité du Mouvement de la Paix en France.
Le Mouvement de la paix tient son second congrès à Varsovie en novembre 1950 et élit à cette occasion un Conseil mondial de la paix qui sera présidé jusqu'à son décès en 1958 par Frédéric Joliot-Curie. Comme le mouvement communiste international qui lui a donné naissance, c'est alors un mouvement de masse transnational fortement structuré sur le modèle de l'organisation communiste. Si la grande partie des participants est formée par des militants et des sympathisants communistes et si les Partis communistes locaux détiennent les leviers de commande du mouvement, celui-ci est ouvert à tous et bénéficie de la caution morale et de l'étiquette d'indépendance que lui ont apporté les personnalités non adhérentes au PC.
Le Mouvement se radicalise ensuite et perd de son influence dans les masses. Plusieurs campagnes se succèdent, contre la guerre de Corée en 1950 (manifestation contre Ridgway), ou contre le réarmement allemand au sein de la CED, à partir de 1952.

### Les autres campagnes
L'année 1956 marque le début de la déstalinisation et bouleverse le paysage communiste en Europe. Avec la mort de Staline, le Mouvement de la paix entre en demi-sommeil.
Il fait des efforts d'ouverture pour attirer des militants. Concernant la guerre d'Algérie, il prend position contre les hostilités et pour l'indépendance. Il est directement visé par un attentat à Issy-les-Moulineaux en 1962. Il continue à perdre de sa vitalité, notamment après la campagne contre la guerre d'Algérie.
La flamme se ravive au moment de la guerre du Viêt Nam, puis avec la crise des euromissiles dans les années 1980. En 1995, il participe à la vaste campagne internationale contre les derniers essais nucléaires menés au centre d'expérimentation nucléaire du Pacifique à Mururoa, qui sont réalisés en 1995-1996 par la France et permettront de valider les données nécessaires aux futurs essais par simulation numériques réalisés à l'aide du Laser Mégajoule au laboratoire CESTA-CEA. Les campagnes organisées contre les armes nucléaires visent essentiellement celles de la France, le site de l'organisation ne référence ainsi aucune campagne contre les nouvelles armes chinoises (déploiement de cinquante missiles DF-31A de 2010 à 2015) ou russes (déploiement de 40 missiles en 2015 et Satan 2 en 2016 pouvant atteindre des cibles à courte portée en violation du Traité sur les forces nucléaires à portée intermédiaire[réf. souhaitée] et capable de détruire la France ou le Texas avec un seul missile). Les essais nucléaires nord-coréens et la non-signature du Traité de Non-prolifération nucléaire par l'Inde, la Chine, le Pakistan, la Corée du Nord, les États-Unis, Israël, l'Iran et la République démocratique de Corée sont condamnés.
Depuis les années 2000 le Mouvement de la Paix anime en France les larges réseaux d'opposition aux guerres (Afghanistan, Irak, Proche-Orient…).
Très actifs dans le mouvement alter-mondialiste et les partenariats internationaux, il soutient en France « Mayors for Peace (en) » et le PNND « Parlementaires pour la non-prolifération et le désarmement nucléaire ».
Le Mouvement de la Paix est membre du Conseil mondial de la Paix, du Bureau international de la Paix, d'Abolition 2000 et de l'Association internationale des Éducateurs à la paix. En 2007, il a également rejoint la nouvelle Campagne internationale pour l'abolition des armes nucléaires (ICAN).

## Vie du mouvement
Le siège national du Mouvement de la Paix se situe à la Maison de la Paix, 9 rue Dulcie September à Saint Ouen (93400).

### Actions

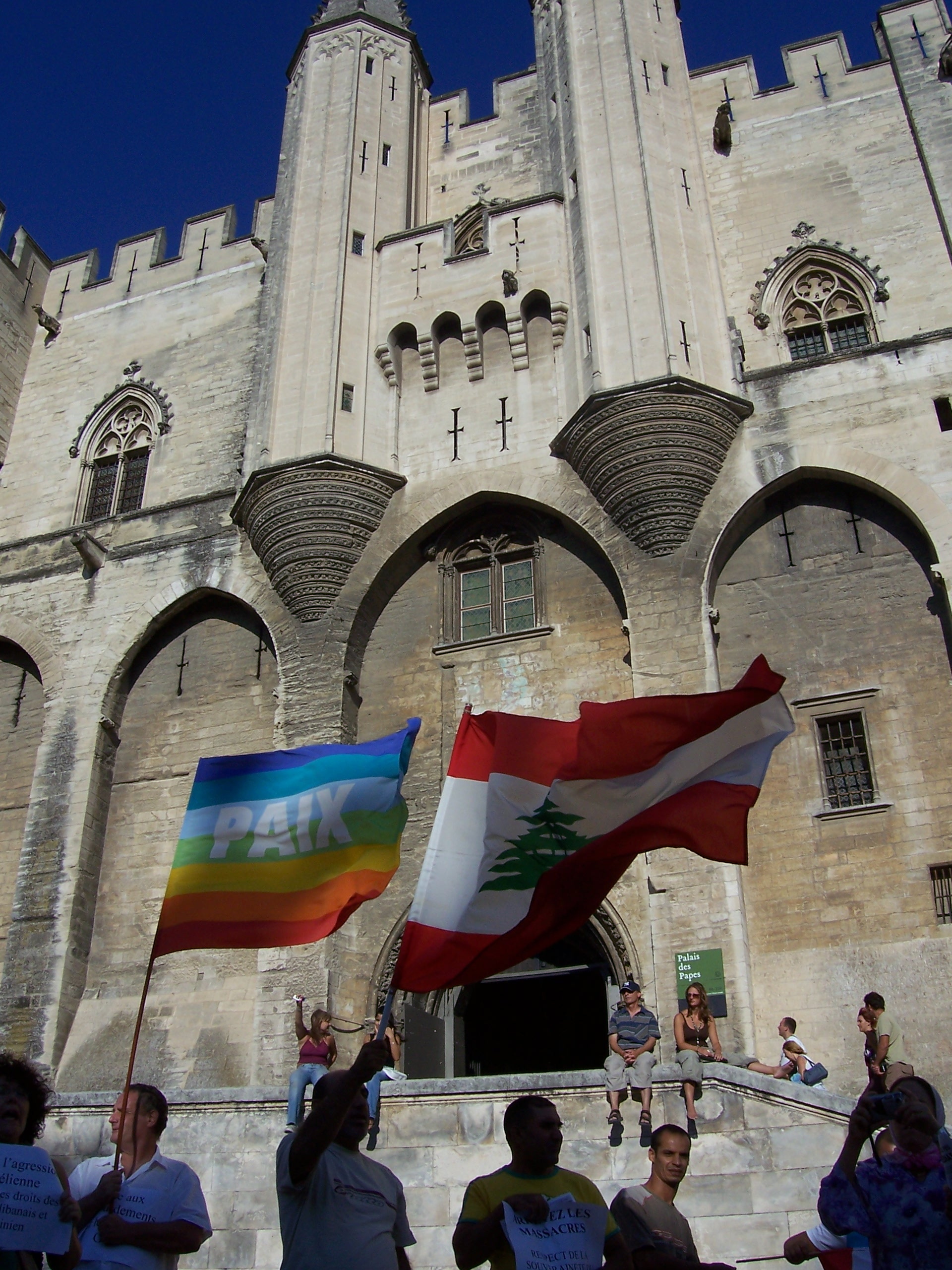
Manifestation organisée par des associations pacifistes dont le Mouvement de la Paix à Avignon en août 2006 contre la guerre entre Israël et le Liban ou le Hezbollah.

Le Mouvement de la Paix est aujourd'hui la plus importante ONG pacifiste[réf. nécessaire] avec près de 150 comités locaux. Il coordonne fréquemment les coalitions anti-guerre et s'investit fortement auprès des jeunes. La journée internationale de la Paix du 21 septembre marque un de ses temps forts annuels.
L'association semble connaître un regain de mobilisation depuis la guerre en Irak de 2003 et le développement des mobilisations altermondialistes. Elle joue un rôle important dans l'organisation des Forums sociaux européens, et elle s'est mobilisée contre la guerre en Irak, contre la situation en Tchétchénie et en Israël, et contre l'utilisation des armes nucléaires, avec une campagne autour du traité de non-prolifération nucléaire. Elle demande une réduction du budget de la Défense. Depuis quelques années, à l'occasion des violences urbaines, elle promeut l'idée de « comités pour une culture de la paix » dans les quartiers.
Depuis l'année 2000, année internationale de la Culture de la Paix, le Mouvement de la Paix a fait de l'engagement des jeunes, un axe fort et identitaire de l'association. En octobre 2000, ce sont 128 jeunes qui portent à l'ONU les signatures recueillies sur le Manifeste 2000 des Prix Nobel de la Paix. En août 2005, 125 jeunes se rendent à Hiroshima et Nagasaki pour les 60 ans des bombardements atomiques. En mai 2010, ce sont 230 citoyens de France qui se rendent à l'ONU à New-York pour la Conférence d'examen du Traité de non-prolifération nucléaire. Elle organise des rencontres internationales de jeunes pour la culture de la paix (2002 - 2003 - 2005 - 2010 - 2011).
Le Mouvement de la Paix est aussi attentif à la situation des droits de l'homme dans le monde comme au Tibet (2008), en Russie (2009) ou en Tunisie (2013).
En septembre 2016, le mouvement lance « En marche pour la Paix » avec une cinquantaine d'associations,, puis édite un Livre Blanc pour la Paix formulant des propositions concrètes pour une politique de paix qui s'appuie sur les résolutions de l'ONU.

### Organe de presse
Après plus de cinquante années d'existence (premier numéro en octobre 1951) et de 500 numéros, la revue Combat pour la Paix change de nom et devient Planète Paix à partir de mars 2005.

### Personnalités membres
- Yves Farge, président jusqu'à sa mort en 1953
- Ilya Ehrenbourg
- Charles Tillon, Laurent Casanova, Maurice Kriegel-Valrimont, Raymond Guyot et André Souquière, responsables communistes ; Emmanuel d'Astier de la Vigerie, Robert Chambeiron, Pierre Cot et Pierre Villon, parlementaires progressistes ; Ernest Petit, Yvonne Dumont, Henri Caillavet, André Armengaud, parlementaires ; Benoît Frachon et Louis Saillant, responsables syndicalistes CGT
- Frédéric Joliot-Curie et Eugénie Cotton, scientifiques ; Pablo Picasso, Serge Fiorio et Jean Effel, artistes
- Jean-Paul Sartre, Simone de Beauvoir, Louis Aragon, Elsa Triolet, Hervé Bazin, Bernard Clavel, Vercors, Pierre Seghers, Maurice Druon, André Stil, Jean-Marie Domenach, Jean Cassou (tous deux seront exclus pour avoir refusé de dénoncer en Tito un « agent de l'impérialisme américain »[7]) et Michel Leiris, écrivains
- Yves Montand, Simone Signoret, Michel Piccoli, Pierre Mondy, Claude Piéplu, Bernard Blier, acteurs ; Francis Lemarque, Juliette Gréco, Jean Ferrat chanteurs
- Lucie Aubrac, Albert Lacaze, Jean Pierre-Bloch et Marie-Claude Vaillant-Couturier, résistants
- Abbé Jean Boulier, Pierre Debray
- Jacques Denis
- Pierre-Luc Séguillon
- Mathilde Filloz
- Daniel Cirera ; Jacques Le Dauphin ; Michel Langignon
- Daniel Durand, secrétaire national de 1994 à 2002
- Arielle Denis et Pierre Villard, coprésidents de 2002 à fin 2011.
- Pierre Villard président de novembre 2011 à juillet 2012.
- Depuis 2012 la présidence est assurée par une coprésidence composée de Aurélien Amsellem, Elise Bourdier, Michel Dolot, Guillaume Du Souich, Pierre Flament, Nathalie Gauchet, Régine Minetti, Aurélie Royon, et Roland Nivet comme porte-parole.